# Jacques Loiseleux
Robert-Jacques Loiseleux (* 18. März 1933 in Saint-Quentin, Département Aisne; † 17. März 2014 in Versailles) war ein französischer Kameramann, der zwischen 1961 und dem Jahr 2007 über 50 Kino-, Fernseh-, Dokumentar- und Kurzfilme betreute. Darunter Der Richter, den sie Sheriff nannten, Der Loulou, Auf das, was wir lieben oder Van Gogh.

## Leben und Karriere
Jacques Loiseleux, geboren 1933 in Saint-Quentin im französischen Département Aisne, sammelte 1961 erste Erfahrungen im Filmgeschäft als Kameramann bei der Fernsehserie Le temps des copains. Es folgten in den 1960er Jahren weitere Arbeiten für das Fernsehen, darunter für die populäre französische Serie Les oiseaux rares. Über die Jahrzehnte arbeitete Jacques Loiseleux dann als Kameramann überwiegend für Kinoproduktionen. Dabei arbeitete er mit zahlreichen namhaften Regisseuren zusammen, darunter Yves Boisset, Maurice Pialat, Patrick Grandperret, Tony Gatlif, Jacques Philippe, Garrel Rouffio, Viviane Canda oder Philippe Faucon. Seine letzte Arbeit leistete er für den Regisseur Ishtar Yasin Gutierrez im Jahr 2007 für dessen Drama El camino.
Er war darüber hinaus auch als Künstler für die Photographie in vielen Bildungseinrichtungen in Frankreich und im Ausland engagiert, vor allem in der Schweiz und in Kuba. Loiseleux war der Autor des Buches La Lumière en cinéma publiziert von Cahiers du cinema im Jahr 2004. 2005 wurde das Buch auch ins Spanische übersetzt.
Jacques Loiseleux gewann während seiner aktiven Karriere als Kameramann mehrere Festival-Preise, darunter Awards als Bester Kameramann beim Gibara International Non-Budget Film Festival, beim Ourense Independent Film Festival beim Lecce Festival of European Cinema oder beim Montréal World Film Festival.
Neben seiner Arbeit für Kino und Fernsehen blieb Loiseleux auch zeitlebens intensiv dem Genre des Dokumentar- und des Kurzfilms verbunden.
Jacques Loiseleux verstarb am 17. März 2014 im Alter von 80 Jahren in Versailles.
Die Filmeditorin Valérie Loiseleux ist seine Tochter.

## Auszeichnungen
- 1994: Best Artistic Contribution beim Montréal World Film Festival
- 2003: AEC Best Cinematography Award beim Ourense Independent Film Festival
- 2003: Best Cinematography beim Lecce Festival of European Cinema
- 2005: Special Prize of the Jury beim Gibara International Non-Budget Film Festival

## Filmografie (Auswahl)

### Kino
- 1973: Kommando R.A.S. (R.A.S.)
- 1975: Monsieur Dupont (Dupont Lajoie)
- 1977: Der Richter, den sie Sheriff nannten (Le juge Fayard dit Le Shériff)
- 1980: Die Polizistin (La femme flic)
- 1980: Les turlupins
- 1980: Der Loulou (Loulou)
- 1981: Courts-circuits
- 1981: Schatz, das ist ein starkes Stück (Le roi des cons)
- 1983: Die Prinzen (Les princes)
- 1983: Auf das, was wir lieben (À nos amours.)
- 1984: Frevel
- 1986: Mon beau-frère a tué ma soeur
- 1987: Die Sonne Satans (Sous le soleil de Satan)
- 1989: Pleure pas my love
- 1989: Radio Corbeau – Der Rabe packt aus (Radio Corbeau)
- 1989: Triaden des Kusses (Les baisers de secours)
- 1991: Van Gogh
- 1992: Ma soeur, mon amour
- 1994: Kabloonak
- 1994: Le géographe manuel
- 1995: Pullman paradis
- 1996: Le coeur fantôme
- 1997: Quatre garçons pleins d'avenir
- 2000: Samia
- 2003: Les baigneuses
- 2003: A Mulher Polícia
- 2006: Suzanne
- 2007: El camino

### Fernsehen
- 1961/1963: Le temps des copains (Fernsehserie, 2 Episoden)
- 1965–1966: Thierry la Fronde (Fernsehserie, 13 Episoden)
- 1966: Rouletabille (Fernsehserie, 1 Episode)
- 1966: Une fille du régent (Fernsehserie, 1 Episode)
- 1967: Salle n° 8 (Fernsehserie, 65 Episoden)
- 1967: La vie commence à minuit (Fernsehserie, 1 Episode)
- 1968: Affaire Vilain contre ministère public (Fernsehserie, 1 Episode)
- 1969: Les oiseaux rares (Fernsehserie, 1 Episode)
- 1969: Café du square (Fernsehserie, 20 Episoden)
- 1970: Allô Police (Fernsehserie, 1 Episode)
- 1979: Histoires insolites (Fernsehserie, 1 Episode)
- 1982: Cinéma 16 (Fernsehserie, 1 Episode)
- 1989: Die Ministerien der Kunst (Les ministères de l'art) (Fernsehdokumentarfilm)
- 1991: Les carnassiers (Fernsehfilm)
- 1993: Die Affäre Seznec (L'affaire Seznec) (Fernsehfilm)
- 1995: Die Affäre Dreyfus (L'affaire Dreyfus) (Fernsehfilm)

### Dokumentar- oder Kurzfilme
- 1970: Vitesse oblige (Dokumentarkurzfilm)
- 1974: Les deux mémoires (Dokumentarfilm)
- 1975: Mort de Raymond Roussel (Kurzfilm)
- 1988: Eine Geschichte über den Wind (Une histoire de vent) (Dokumentarfilm)
- 1992: John (Kurzfilm)
- 1995: Le banquet (Kurzfilm)
- 1999: Berlin-Cinema (Dokumentarfilm)
- 2003: Baptiste (Kurzfilm)
- 2005: L'enfant d'une nuit (Kurzfilm)